# Kan Tan 3 (schip, 1984)
De Kan Tan 3 is een halfafzinkbaar platform dat in 1984 werd gebouwd door China State Shipbuilding Corporation in Shanghai voor de China National Geological Exploration Corporation. Het op de Pacesetter gebaseerde ontwerp van Shanghai Hudong bestaat uit twee pontons met daarop elk drie kolommen en een rechthoekig dek.
Op 7 maart 1997 begon het op 64 zeemijl van de Vietnamese kust te boren in wat zowel Vietnam als China als de eigen exclusieve economische zone beschouwden. Van juli 1997 tot  juli 1999 werd het gecharterd door Marine Drilling Companies als Marine 510.
In 2011 kreeg het onder Sinopec de naam Kan Tan San Hao.